# هورسفلدية جبلية
هورسفلدية جبلية (الاسم العلمي:Horsfieldia montana) هي نوع هجين من النباتات تتبع جنس الهورسفلدية من الفصيلة البسباسية.